# Adam Smith (réalisateur)
Pour les articles homonymes, voir Adam Smith (homonymie) et Smith.
Adam Smith est un réalisateur britannique.

## Biographie
Adam Smith commence sa carrière à la télévision en 2007. Il réalise quatre épisodes de la série Skins. Continuant sur sa lancée, il participe l'année suivante à la réalisation de cinq épisodes de La Petite Dorrit, inspiré de Charles Dickens. Smith se fait remarquer en 2010 en réalisant trois épisodes de Doctor Who. Son travail est salué par les lecteurs du Doctor Who Magazine, qui le nomme meilleur réalisateur de la cinquième saison de la série. 
En 2012, Smith se lance dans le cinéma en sortant son premier film, Don't Think. Deux ans plus tard, il réalise À ceux qui nous ont offensés, qui compte plusieurs stars tels que Michael Fassbender et Brendan Gleeson. 

## Filmographie

### Cinéma
- 2012 : Don't Think
- 2015 : À ceux qui nous ont offensés (Trespass Against Us)

### Télévision

#### Séries télévisées
- 2007 : Skins (4 épisodes : Jal, Chris, Effy et Everyone )
- 2008 : La Petite Dorrit (6 épisodes)
- 2010 : Doctor Who (3 épisodes : Le Prisonnier zéro, Le Labyrinthe des Anges, première partie et deuxième partie)